# Рене Боттерон
Рене Боттерон (фр. René Botteron, нар. 17 жовтня 1954, Гларус) — швейцарський футболіст, що грав на позиції захисника, зокрема, за «Цюрих», а також національну збірну Швейцарії.
Триразовий чемпіон Швейцарії. Чемпіон Бельгії. 

## Клубна кар'єра
У дорослому футболі дебютував 1972 року виступами за команду клубу «Цюрих», в якій провів вісім сезонів. За цей час тричі виборював титул чемпіона Швейцарії.
Згодом з 1980 по 1983 рік грав за кордоном у складі «Кельна», «Стандарда» (Льєж) та «Нюрнберга». Протягом цих років додав до переліку своїх трофеїв титул чемпіона Бельгії.
Завершив професійну ігрову кар'єру на батьківщині у клубі «Базель», за команду якого виступав протягом 1983—1987 років.

## Виступи за збірну
1974 року дебютував в офіційних матчах у складі національної збірної Швейцарії. Протягом кар'єри у національній команді, яка тривала 9 років, провів у формі головної команди країни 65 матчів, забивши 2 голи.

## Титули і досягнення
- Чемпіон Швейцарії (3):

«Цюрих»: 1973-1974, 1974-1975, 1975-1976
- Чемпіон Бельгії (1):

«Стандард» (Льєж): 1981-1982